# Bill Henderson (Pianist)

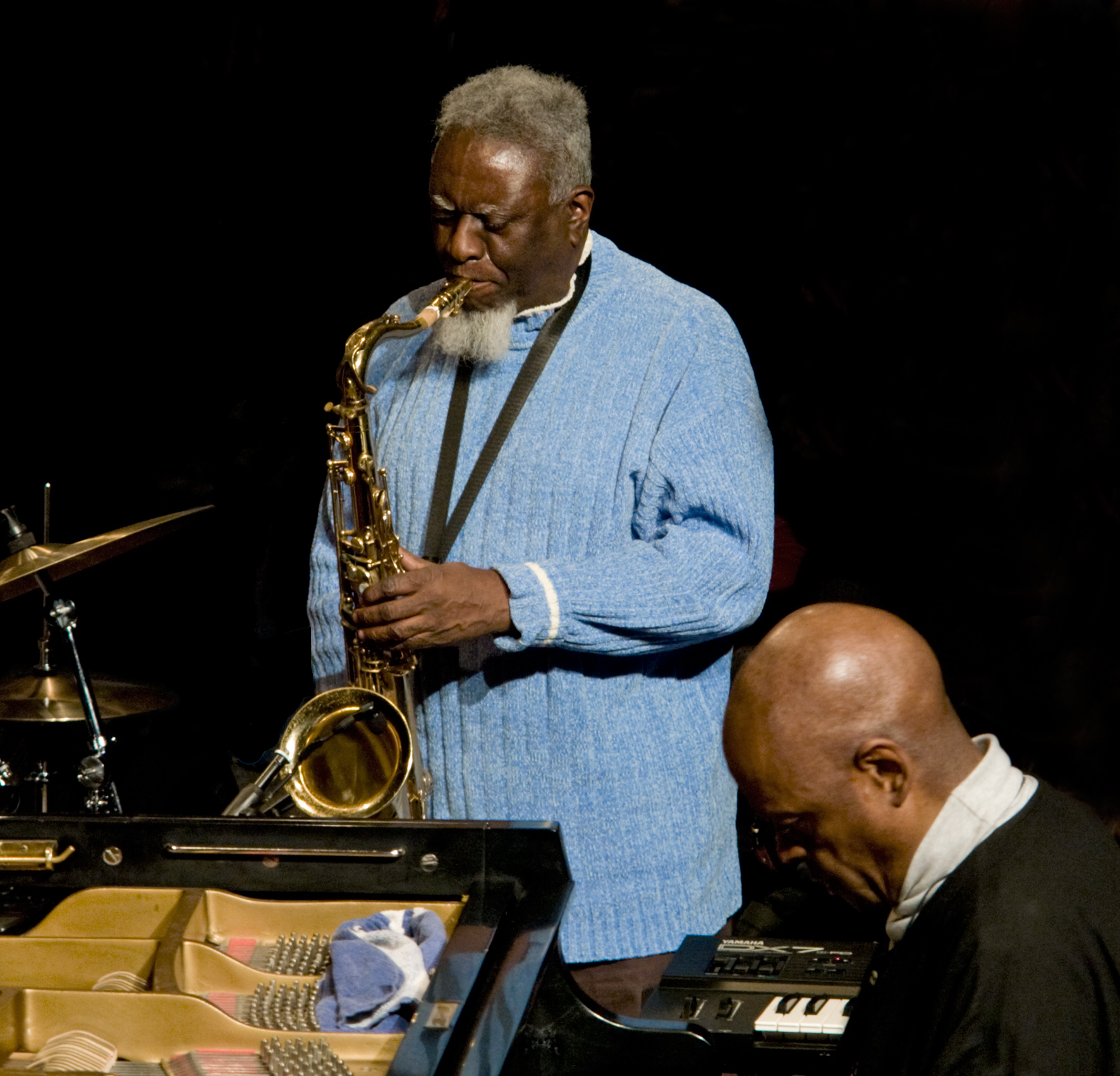
William Henderson III (rechts) mit Pharoah Sanders (Altes Pfandhaus Köln, 2008)

William Sydney „Bill“ Henderson III (* um 1945) ist ein US-amerikanischer Jazz-, Funk-  und Fusionmusiker (Piano, Keyboard).

## Leben und Wirken
Henderson spielte Mitte der 1960er-Jahre in der Soul-Jazz-Band The Afro Blues Quintet Plus One um den Vibraphonisten Joe DeAguero und in Los Angeles mit Hugh Masekela. In den frühen 1970er-Jahren wirkte er bei Aufnahmen von Roy Ayers, Henry Franklin, Harold Land (A New Shade of Blue), Bobby Hutcherson, Donald Byrd, Moacir Santos, und des John Carter/Bobby Bradford Quartetts mit (Secrets, 1973). In den folgenden Jahrzehnten arbeitete Henderson hauptsächlich mit Pharoah Sanders, zu hören auf Alben wie  Shukuru (1981), Oh Lord, Let Me Do No Wrong (1987), Message from Home (1995) oder Save Our Children (1998), ferner mit Eddie Harris, Billy Higgins, George Bohanon und Thomas Tedesco. 1987 spielte er mit Pharoah Sanders das gemeinsame Album A Prayer Before Dawn (Theresa) ein. Sein Album Solo Piano erschien im Jahr 2000. 2003 tourte er mit Sanders in Japan, 2007 traten die beiden im Duo beim Melbourne International Jazz Festival auf. Im Bereich des Jazz war er zwischen 1965 und 2003 an über 40 Aufnahmesessions beteiligt.